# 安華雞姦案

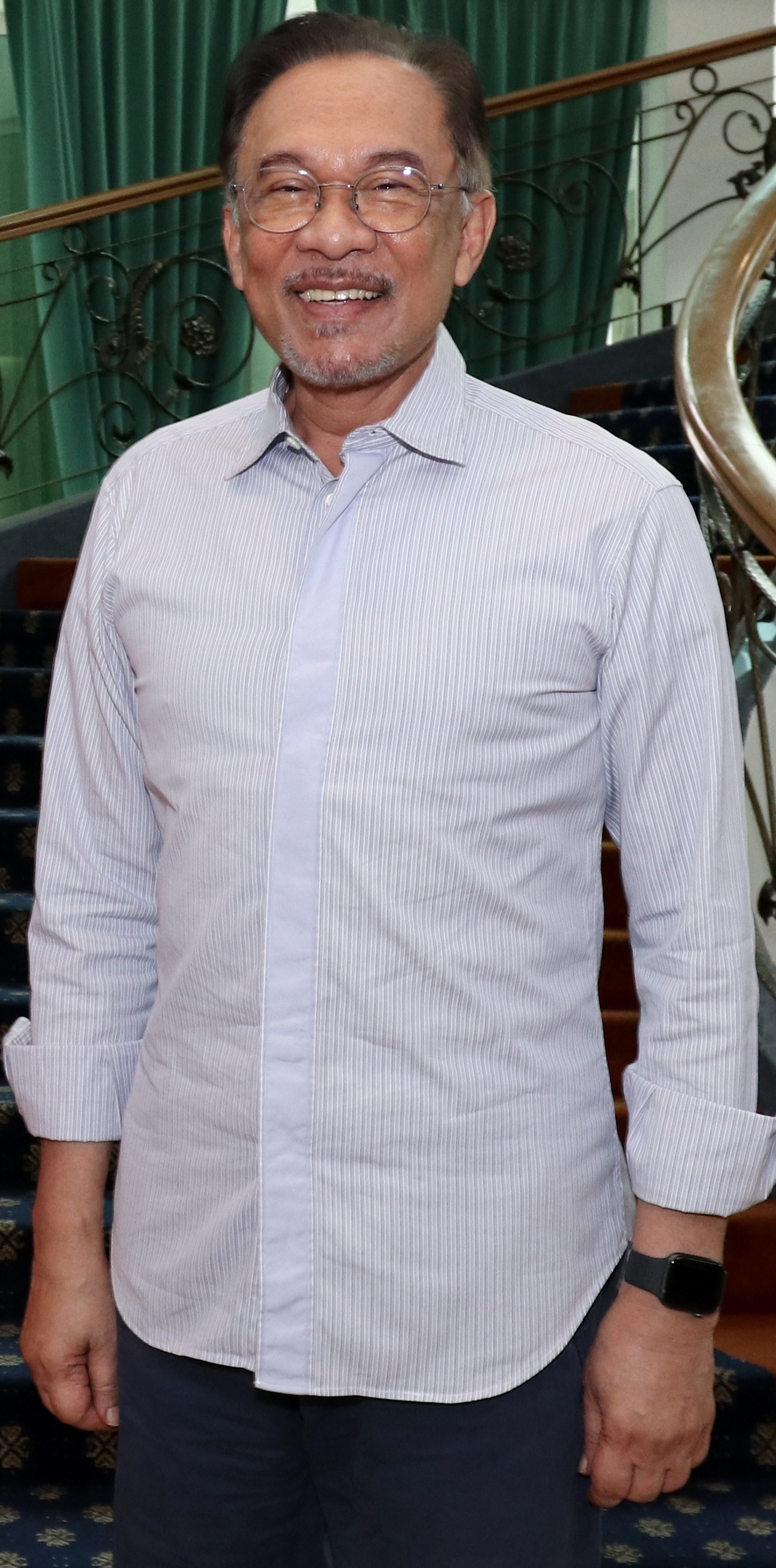
安华·依布拉欣

安華雞姦案是马来西亚政治相当大的争议事件，共有两宗被定罪違反性悖軌法（Sodomy Law，舊稱肛交罪或雞姦罪）和两宗有嫌疑的案件。案件与前马来西亚副首相安华·依布拉欣有关，安华在1998年被首相馬哈迪·莫哈末革职之后，其成立人民公正党参与選舉，並成為马来西亚最具影响力的反对党领袖。安华一直堅稱自己是異性戀者，指责此些指控为诬陷及政治迫害，实际上是政府及执政党国阵阻止其以反对党领袖身份进入国会。

## 历史
第一起案件于1998年进行审判，原马来西亚副首相安华·依布拉欣被首相馬哈迪·莫哈末革职之后，安华成立反对党人民公正党参与翌年選舉。之後他被控与其司机发生“肛交”行為，而違反該國的刑法。安华一直指责，此指控为诬陷、更是政治迫害，為的是阻止其以反对党黨魁身份进入国会，两人被判罪成，安华被判处九年监禁。该判决于2004年被马来西亚联邦法院推翻，安华从监狱释放，但按法律，被禁止参政五年。
第二起案件发生于2008年，安华復任下议员並担任反对阵线人民联盟领袖后，安华被指控强奸男助手，之后于2010年和2011年接受审判，2012年1月吉隆坡高等法院以证据不足宣布安华无罪释放。2013年安华无法领導人民联盟勝出選舉，但继续担任反对党领袖。检察署继续向上诉法院提出上诉，2014年3月无罪判决被上诉法院推翻，改判罪成监禁五年。安华继续保外向联邦法院提出上诉，2015年2月10日，联邦法院驳回安华的上诉，维持上诉庭的判决，安华需即时入狱服刑五年。他因此被衹奪议员资格，失去官方反对党领袖地位。自2008年起史上最长的上诉，以联邦级别刑事上诉听证会而闻名。2018年由马哈迪领导的希望联盟获得中央执政权后安华便在随后获得最高元首特赦。
2019年12月4日，安华办公室前助理莫哈末尤索夫在脸书上传视频及法定宣誓书，指责安华于2018年10月2日企图强奸他。安华强烈否认对方指控，并说明10月2日当天正在森美兰波德申国席补选进行拉票活动。该指控相隔18个月后才公开，安华认为明显含有政治阴谋，企图在公正党大会召开和国家领导交棒之际，破坏他的形象。并指示其机要秘书报警处理，指控对方诽谤。由于该案缺乏有力证据，因此大马总检察官表示不会就此案提控任何人。
2020年8月17日，大马网络流传一份在6月29日成立的宣誓书，一名男子艾迪阿兹兹指责一名政治人物，于2013年期间在雪州、柔佛、槟城和吉隆坡的酒店，与他进行4次肛交，每次时长1到2小时不等，并在事后支付他300令吉。大马警方在接获相关投报后对此开挡调查。10月15日，警方传召安华调查6宗他涉及的案件，包括安华被指控的4次肛交案。安华表示不解竟会一次性就6宗调查档案，认为该调查档案已被政治化。不过警方强调，该案是在不受到政治压迫或任何一方的指使下专业的展开调查。